# 王子育成法
製造王子計劃〔日文：〕，又被譯為王子育成法(台灣)，由講談社發行。原作為少女漫畫家桃雪琴梨所創作的漫畫。全11話。

## 簡介
由瑞士回來的唯里受外祖父的委託，
負責指導學園裡如惡魔般的四個超級名門公子。
本應跟唯里一起回來的孿生哥哥斐里有事不能到來，
所以她必須一人分飾兩角！？

## 登場人物
※声优指的是DRAMA CD的声优。
- 小鳥遊由莉（小鳥遊唯里）CV：植田佳奈

主角。中學一年級。小鳥遊學園園長的外孫女。
因為接受學園長祖父的委託而被編入學園，並偽裝成孿生哥哥斐里的樣子，來指導Angelic  Garden的四人，引導他們的心重新變成天使。
- 小鳥遊海里（小鳥遊斐里）

唯里的孿生哥哥，是位天才。
目前正居住在瑞士進行研究。
他把變身工具（假髮和眼鏡）交給了唯里，讓唯里代替自己進行指導。
- 莫古（毛毛）CV：阿部玲子

Angelic  Garden的寵物，是天王寺財閥研究出的新品種動物，有著兔子般的耳朵跟松鼠般的尾巴。本應是財團的賺錢工具，卻被颯月放走。被唯里救了之後就很黏唯里。
- 天王寺陽太CV：成濑诚

天王寺財閥的公子。四人组之一。
- 天王寺颯月CV：绿川光

天王寺財閥的公子。陽太的表哥。四人组之一。
- 謝名堂 純CV：园崎未惠

於世界各地都有建設度假式酒店的財團的公子。四人組的其中之一，說過『如果不可愛的話就不是我了！』這樣的發言。
- 北之坊 禪CV：杉山纪彰

在世界各地都有徒弟的武術名家北之坊流的始創人。四人組的其中之一，因為過去的創傷讓他對巧克力過敏，使用過激烈的手段克服。其實要是過度妄想的話，馬上就會流鼻血。

## 廣播劇ＣＤ
2006年，Nakayoshi1月号附录的CD-ROM程序，将此作品有声漫画化。